# Peugeot 306
A Peugeot 306 egy három- vagy ötajtós ferde hátú, négyajtós lépcsőshátú kiképzésű, valamint kétajtós kabrió karosszériával kínált alsó-középkategóriás (kompakt) autó. Az első kerekeket 1,1-2,0 liter összlöket-térfogat közötti benzin- és szívó-, valamint feltöltött dízelmotorok hajtják. Az elsősorban családi autó városi és országúti használatra egyaránt alkalmas.

## Története
1993 februárjában indították a gyártását, a kezdeti kínálat 3 és 5 ajtós, 1,1 literes 60 LE-s, 1,4-es 75 LE-s, 1,6-os 88 LE-s és 1,8-as 101 LE-s változatokból állt. Három felszereltségi szinten, XN, XR, XT változatban volt kapható. 1993 júniusában dízelmotorokkal bővült a kínálat, egy 1,9 lieteres 68 lóerős szívóval és egy 1,9-as 92 lóerős turbófeltöltőssel. Megjelenik az automata váltómű is.
1993 szeptemberében a modellsorozat sportosabbá vált. Megjelent a kabrió és a sportos felszereltségű 121 LE-s, 2 literes XSI, valamint a csúcsmodell, a 16 szelepes 150 LE-s S16-os. 1994 augusztusában a karosszériakínálathoz csatlakozott a limuzin, az SL, SR és az ST változatok a 60 és a 150 LE-s erőforrásokon kívül az összes motorral megrendelhetőek. 1994 decemberétől minden modellen alaptartozék volt a hátsó fejtámla.
1997 júniusától Break vagy Estate néven bevezették a 4,34 méter hosszú kombit. Az egész sorozaton megváltoztatták a hűtőmaszkot, az első és hátsó lökhárítókat. Új motorokat is kapott, egy 1,4 literes 75 LE-set, 1,8 és 2,0 literes 16 szelepeseket 110 és 132 lóerővel, ez utóbbi a kabrióban mutatkozott be; valamint az S16-osat 163 lóerővel és 6 fokozatú váltóművel.
1999 augusztusában divatos, optikai profilok nélküli fényszóróbúrát, a négyajtós krómdíszítésű hátsó lámpát, a ferde hátú XS és XT felszereltségek esetében sportosabb lökhárítót kapott. A korábbi 1,8-ast felváltotta az 1,6-os 90 lóerős motor és kapható lett az AL4 elnevezésű öntanuló automata váltómű.
1999 szeptemberétől az új sorozat megkapta a PSA büszkeségét, a kétliteres HDI dízelmotort, amelynek 90 LE-s változatával 4,4 l/100 km tesztfogyasztást mértek. A 306 2002-es leállításakor összesen 2 846 000 darab eladott példányt tartottak számon.